# Cigaritis masinissa
Cigaritis masinissa är en fjärilsart som beskrevs av Lucas 1849. Cigaritis masinissa ingår i släktet Cigaritis och familjen juvelvingar. Inga underarter finns listade i Catalogue of Life.